# Міста Домініканської Республіки

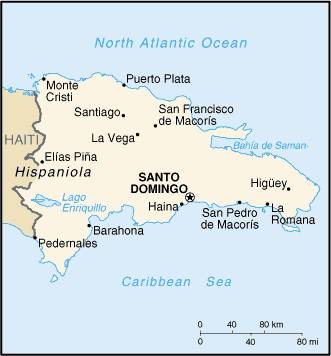
Мапа Домініканської Републіки

До списку міст Домініканської Республіки включені найбільші населені міста країни.
У Домініканській Республіці налічується понад 70 міст із населенням більше 10 тисяч мешканців. 1 місто має населення понад 1 мільйон, 1 місто - населення понад 500 тисяч, 8 міст — населення від 100 до 500 тисяч, 7 — від 50 до 100 тисяч, 12 — від 25 до 50 тисяч.
Нижче перелічено 17 найбільших міст із населенням понад 50 тисяч
| Назва                              | Населення (2010) |
| ---------------------------------- | ---------------- |
| Санто-Домінго                      | 2 581 827        |
| Сантьяго-де-лос-Трейнта-Кабальєрос | 550 753          |
| Лос-Алкаррізос                     | 245 269          |
| Ла-Романа                          | 224 882          |
| Сан-Педро-де-Макоріс               | 185 255          |
| Ігуей                              | 147 978          |
| Сан-Кристобаль                     | 138 455          |
| Сан-Франсиско-де-Макорис           | 132 725          |
| Сан-Феліпе-де-Пуерто-Плата         | 118 282          |
| Консепсьйон-де-ла-Вега             | 104 536          |
| Санта-Крус-де-Бараона              | 74 958           |
| Бонао                              | 72 821           |
| Сан-Хуан-де-ла-Магуана             | 70 969           |
| Бані                               | 61 864           |
| Бахос-де-Айна                      | 61 400           |
| Мока                               | 59 174           |
| Асуа-де-Компостела                 | 56 453           |

## Інші міста
- Альтос де Чавон
- Бока-Чика
- Нагуа
- Пунта-Кана
- Санта-Круз-дель-Сейбо